# Блэкпул (футбольный клуб)
«Блэ́кпул» (полное название — Футбольный клуб «Блэкпул»; англ. Blackpool Football Club, английское произношение: [ˈblækpuːl 'futbɔ:l klʌb]) — английский профессиональный футбольный клуб из Блэкпула, графство Ланкашир. Основан в 1887 году. Домашним стадионом клуба с 1901 года является «Блумфилд Роуд», в настоящее время вмещающий более 16 тысяч зрителей. Традиционные клубные цвета — оранжево-белые.
Выступает в Лиге 1, третьем по значимости дивизионе в системе футбольных лиг Англии.
Прозвища клуба — «приморцы» (англ. The Seasiders), потому что город располагается на побережье Ирландского моря, и «мандарины» (англ. The Tangerines), из-за оранжевого цвета основного комплекта формы «Блэкпула». Также нередко команду называют просто «Пул» (англ. The 'Pool) — сокращённый вариант слова Blackpool.
«Блэкпул» имеет принципиального соперника в виде клуба «Престон Норт Энд» в виду близкого расположения Престона и Блэкпула. Их противостояние также известно как дерби Западного Ланкашира.
В 1953 году «Блэкпул» выиграл Кубок Англии, одержав победу в знаменитом «финале Мэтьюза». Три года спустя игрок «Блэкпула» Стэнли Мэтьюз стал первым в истории обладателем «Золотого мяча».

## История

### Конец XIX-го и первая половина XX века
С момента основания клуба в 1887 году до 1930 года клуб не мог выйти в элитный дивизион английского футбола и выступал только во Втором дивизионе национального первенства. По итогам сезона 1929/30 «Блэкпул» впервые в своей истории вышел в Первый дивизион. Однако игра команды была весьма невыразительной и уже через 4 года клуб выбыл во Второй дивизион. В 1938 году «приморцам» удалось вновь оказаться среди элиты английского футбола, где клуб играл вплоть до начала Второй мировой войны.

### Вторая половина XX века
В послевоенное время «Блэкпул» продолжал выступать в Первом дивизионе. В 1953 году «приморцы» с третьей попытки выиграли свой первый серьёзный трофей — Кубок Англии (до этого команде дважды удавалось дойти до финала турнира, но в обоих случаях клуб проигрывал решающую встречу). А в сезоне 1955/56 годов клуб добился рекордного для себя, на сегодняшний день, результата, заняв второе место в турнирной таблице чемпионата Англии. После 1956 года игра «Блэкпула» пошла на спад, что сказалось на результатах команды и привело к вылету клуба во Второй дивизион в 1967 году. Спустя три года, в 1970 году, «приморцам» в очередной раз удалось вернуться в Первый дивизион. Следующий сезон оказался неудачным, и, заняв последнее место, клуб снова покинул высший дивизион. Однако в этот провальный сезон 1970/71 «Блэкпулу» удалось завоевать второй в своей истории серьёзный трофей — Англо-итальянский кубок, который разыгрывался между английскими и итальянскими клубами.
После очередного вылета из Первого дивизиона клуб вступил в кризисный период. Ситуация обострилась в конце 1980-х — начале 1990-х годов, когда клуб выступал то в Третьем, то в Четвёртом дивизионах. В начале XXI века «Блэкпул» начал своё возрождение, постепенно продвигаясь вверх по дивизионам Футбольной лиги.

### Начало XXI века
Новейшая история клуба началась с долгожданного возвращение команды в Чемпионат Футбольной лиги в 2007 году. Через год после этого, летом 2008 года, латвийский бизнесмен Валерий Белоконь стал совладельцем «Блэкпула», приобретя 50 % акций клуба. Ещё через год, в 2009 году, в команду на пост главного тренера был приглашён Иан Холлоуэй. Этот специалист, который считается одним из самых экстравагантных тренеров в Англии, до этого работал в «Бристоль Сити» и «Куинз Парк Рейнджерс». Под руководством Холлоуэя команда довольно ровно провела сезон 2009/10, регулярно подходя к зоне плей-офф. В итоге, благодаря серии побед на финише чемпионата (а также осечкам основного конкурента, «Суонси Сити»), «Блэкпул» занял 6-е место в турнирной таблице и получил право участвовать в плей-офф, то есть сразиться за выход в Премьер-лигу. В полуфинале «приморцам» удалось дважды обыграть «Ноттингем Форест» с общим счётом 4:6. В финале, который прошёл на легендарном стадионе «Уэмбли», со счётом 3:2 был побеждён валлийский клуб «Кардифф Сити». Таким образом, «Блэкпул» снова завоевал право выступать в высшем дивизионе английского футбола.
В своём первом матче в Премьер-лиги «мандарины» разгромили «Уиган» со счётом 4:0. 22 мая 2011 года, спустя ровно год после повышения, «Блэкпул» вылетел после поражения от «Манчестер Юнайтед», заняв 19-е место в чемпионате. По ходу сезона дважды был обыгран «Ливерпуль» (дома и в гостях с одинаковым счётом 2:1), также дома со счётом 3:1 был повержен «Тоттенхэм».

## Зал славы клуба
Зал славы «Блэкпула» был торжественно открыт 22 августа 2006 года. На церемонии открытия присутствовал Джимми Армфилд. Зал славы был основан Ассоциацией болельщиков «Блэкпула» (Blackpool Supporters Association). Игроки, вошедшие в Зал славы, определяются посредством голосования среди болельщиков клуба по всему миру.
До 1950 года
- Джек Паркинсон
- Гарри Бедфорд
- Джимми Хэмпсон
- Джок Доддс
- Джорджи Ми

1950-е:
- Стэн Мортенсен
- Стенли Мэтьюз
- Билл Перри
- Гарри Джонстон
- Аллан Браун

1960-е
- Джимми Армфилд
- Алан Болл
- Тони Грин
- Рэй Чарнли
- Глин Джеймс

1970-е
- Алан Саддик
- Мики Уолш
- Томми Хатчинсон
- Джон Барридж
- Мики Бернс

1980-е
- Пол Стюарт
- Алан Райт
- Имон О’Кифи
- Энди Гарнер
- Майк Дейвис

1990-е
- Тревор Синклер
- Дейв Бамбер
- Тони Эллис
- Энди Моррисон
- Фил Кларксон

### 100 легенд Футбольной лиги
Следующие футболисты Блэкпула были включены в список 100 легенд Футбольной лиги, составленный в 1998 году:
- Джимми Армфилд
- Алан Болл
- Питер Дохерти
- Стенли Мэтьюз
- Стэн Мортенсен

## Статистика выступлений в чемпионатах Англии
«Блэкпул» провёл 115 сезона в профессиональных футбольных лигах Англии. 28 сезонов клуб провёл в высшем дивизионе, 51 — во втором, 28 — в третьем и 8 — в четвёртом.
- 1889—1896: Ланкаширская лига
- 1896—1899: Второй дивизион (уровень 2)
- 1899—1900: Не были переизбраны в Футбольную лигу, вернулись в Ланкаширскую лигу
- 1900—1915: Второй дивизион (2)
- 1915—1919: Соревнования не проводились в связи с Первой мировой войной
- 1919—1930: Второй дивизион (2)
- 1930—1933: Первый дивизион (1)
- 1933—1937: Второй дивизион (2)
- 1937—1939: Первый дивизион (1)
- 1939—1946: Соревнования не проводились в связи со Второй мировой войной
- 1946—1967: Первый дивизион (1)
- 1967—1970: Второй дивизион (2)
- 1970—1971: Первый дивизион (1)
- 1971—1978: Второй дивизион (2)
- 1978—1981: Третий дивизион (3)
- 1981—1985: Четвёртый дивизион (4)
- 1985—1990: Третий дивизион (3)
- 1990—1992: Четвёртый дивизион (4)
- 1992—2000: Второй дивизион (3)
- 2000—2001: Третий дивизион (4)
- 2001—2007: Второй дивизион/Лига 1 (3)
- 2007—2010: Чемпионат Футбольной лиги (2)
- 2010—2011: Премьер-лига (1)
- 2011—2015: Чемпионат Футбольной лиги (2)
- 2015—2016: Лига 1 (3)
- 2016—2017: Лига 2 (4)
- 2017—2021: Лига 1 (3)
- 2021—2023: Чемпионат Футбольной лиги (2)
- 2023—н. в.: Лига 1 (3)

## Достижения
- Чемпион Второго дивизиона: 1929/30
- Победитель Военного кубка Футбольной лиги: 1942/43
- Обладатель Кубка Англии: 1953
- Обладатель Англо-итальянского кубка: 1971
- Обладатель Трофея Футбольной лиги (2): 2002, 2004

## Символика

### Форма

#### Домашняя
| 2010/11 | 2011/12 | 2013/14 | 2015/16 | 2016/17 | 2018/19 | 2019/20 | 2020/21 | 2021/22 | 2022/23 |

#### Гостевая
| 2010/11 | 2011/12 | 2013/14 | 2015/16 | 2016/17 | 2018/19 | 2019/20 | 2020/21 | 2021/22 | 2022/23 |

#### Резервная
| 2010/11 | 2012/13 | 2014/15 | 2020/21 | 2021/22 | 2022/23 |